# Тернопільський обласний клінічний перинатальний центр «Мати і дитина»
Тернопільський обласний клінічний перинатальний центр «Мати і дитина» — комунальне некомерційне підприємство Тернопільської обласної ради, заклад охорони здоров'я III-го рівня з надання високоспеціалізованої медичної допомоги вагітним, роділлям, породіллям та новонародженим з груп високого акушерського та перинатального ризику, передчасних пологів, що потребують високої інтенсивності лікування на основі використання сучасних перинатальних технологій.

## Історія
Перинатальний центр створений 1 січня 2008 року рішенням Тернопільської обласної ради № 217 від 13 липня 2007 року шляхом реорганізації Тернопільського міського комунального пологового будинку в акушерсько-гінекологічне об'єднання III рівня надання спеціалізованої висококваліфікованої медичної допомоги вагітним з акушерською та екстрагенітальною патологією, роділлям та породіллям, новонародженим Тернопільської області та міста Тернополя.
Від грудня 2009 року перинатальний центр «Мати і дитина» співпрацює з Фондом Віктора Пінчука. На базі відділу інтенсивної терапії новонароджених відкрито Центр допомоги немовлятам «Колиски надії».
У квітні 2011 року ТОКПЦ «Мати і дитина» успішно пройшов зовнішній аудит за участю міжнародних експертів ЮНІСЕФ, представників ВООЗ, МОЗ України.
У 2012 році кошторисна вартість об'єкта складала 47247,160 тис. грн. Було передбачено 37523,9 тис. гривень фінансування на реконструкцію і придбання обладнання. На будівельно-монтажні роботи освоєно 15730,72 тис. гривень, на закупівлю медичного обладнання — 11997,48 тис. гривень. Повернуто до державного бюджету 9795,7 тис. гривень.
У 2015 році, за постановою Кабінету Міністрів України від 3 серпня 2015 року № 543 «Деякі питання використання у 2015 році державних капільних видатків», на ремонт виділено 25810 тис. грн. Загальна кошторисна вартість об'єкта становить близько 80 млн грн., тому прийнято рішення вводити його в експлуатацію почергово.
Перинатальний центр урочисто відкрили 25 березня 2016 року Віце-прем'єр-міністр — Міністр регіонального розвитку, будівництва та житлово-комунального господарства Геннадій Зубко та міністр охорони здоров'я України Олександр Квіташвілі з головою обласної державної адміністрації Степаном Барною та головою обласної ради Віктором Овчаруком. Також на відкритті були народні депутати України Ігор Побер, Роман Заставний, Микола Люшняк, представники медичної галузі краю.
Реконструйовані операційний блок, 27 кабінетів, приймальне відділення, харчоблок. Встановлено сучасне вентиляційне обладнання, металопластикові та протипожежні двері, сантехніка, бойлери, система оповіщення (кнопки виклику медперсоналу, світодіодні годинники з термометрами, модульні спеціалізовані медичні світильники, вбудовані світильники-нічники, камери відеоспостереження в коридорах та операційних). У палатах настелено медичний лінолеум. Закуплено 40 багатофункціональних ліжок, 38 ліжечок для новонароджених, 8 з яких з підігрівом, меблі для палат та кабінетів. 32 палати розраховані на 1—2 породіль. У кожній є санвузол, кнопка виклику медперсоналу, постійна подача гарячої води.
У жовтні 2017 року центру передали апарат дихальної підтримки для немовлят

## Підрозділи
- Консультативна жіноча консультація з центром планування сім'ї
- Пологове відділення з індивідуальними пологовими залами  та сімейними пологовими палатами
- Післяпологове відділення сумісного перебування матері і дитини
- Відділення неонатального догляду та лікування новонароджених
- Відділення інтенсивної терапії новонароджених
- Відділення постінтенсивного догляду та виходжування новонароджених
- Відділення патології вагітності
- Відділення екстрагенітальної патології вагітних
- Відділення оперативної гінекології з малоінвазивними технологіями
- Відділення медицини плода та патології раннього терміну вагітності
- Відділ анестезіології та інтенсивної терапії
- Відділ пренатальної діагностики
- Клініко-діагностична лабораторія
- Організаційно-методичний відділ

## Персонал
- Віктор Овчарук — генеральний директор з листопада  2020 року.
- Валентина Якимчук — медичний директор.
- Надія Заріцька - медичний директор з експертизи тимчасової втрати непрацездатності та організаційно методичної роботи.
- Іван Пилипів — заступник генерального директора.
- Оксана Чапельська  — головний бухгалтер.
- Світлана Подсаднюк — інспектор з кадрів.
- Оксана Яремко — юрист.

У перинатальному центрі працює 391 працівник, у тому числі 70 лікарів, з яких з вищою категорією 35 фахівців. Середнього медичного персоналу — 158 осіб.

## Кафедри акушерства та гінекології ТДМУ
У центрі діють кафедри акушерства та гінекології №1 та №2 ТДМУ.

## Відомі відвідувачі
- Геннадій Зубко — Віце-прем'єр-міністр, Міністр регіонального розвитку, будівництва та житлово-комунального господарства,
- Олександр Квіташвілі — міністр охорони здоров'я України,
- Павло Петренко — міністр юстиції України.[3]